# 阿布·哈尼法
努尔曼·本·萨比特·本·祖塔·本·麦尔祖巴（阿拉伯语：‎），通称伊玛目·艾布·哈尼法（‎），（699年—767年），逊尼派伊斯兰教法学哈乃斐派创始人。祖籍波斯，生于库法，卒于巴格达。在先知穆罕默德後，他们的一代被称为先知同伴追随者（‎），是四大伊玛目之一（哈乃斐、马力克、沙费尔和罕伯里）。